# Temporada 1958-59 de los Detroit Pistons
La temporada 1958-59 fue la undécima de los Pistons en la NBA, y la segunda en su nueva localización de Detroit, Míchigan. La temporada regular acabó con 28 victorias y 44 derrotas, clasificándose para los playoffs, en los que cayeron en las semifinales de división ante Minneapolis Lakers.

## Elecciones en elDraft
| Ronda | Puesto | Jugador          | Posición | Nacionalidad   | Universidad |
| ----- | ------ | ---------------- | -------- | -------------- | ----------- |
| 2     | 10     | Barney Cable     | Alero    | Estados Unidos | Bradley     |
| 6     | 42     | Shellie McMillon | Alero    | Estados Unidos | Bradley     |

## Temporada regular
| División Oeste       | División Oeste | División Oeste | División Oeste | División Oeste | División Oeste | División Oeste | División Oeste | División Oeste |
| Equipo               | G              | P              | %              | PD             | Casa           | Fuera          | Neutral        | Div            |
| -------------------- | -------------- | -------------- | -------------- | -------------- | -------------- | -------------- | -------------- | -------------- |
| x-St. Louis Hawks    | 49             | 23             | .681           | –              | 28–3           | 14–15          | 7–5            | 27–9           |
| x-Minneapolis Lakers | 33             | 39             | .458           | 16             | 15–7           | 9–17           | 9–15           | 18–18          |
| x-Detroit Pistons    | 28             | 44             | .389           | 21             | 13–17          | 8–20           | 7–7            | 17–19          |
| Cincinnati Royals    | 19             | 53             | .264           | 30             | 9–19           | 2–25           | 8–9            | 10–26          |

## Playoffs

### Semifinales de División
Minneapolis Lakers - Detroit Pistons
| Fecha       | Partido                                     | Ciudad      |
| ----------- | ------------------------------------------- | ----------- |
| 14 de marzo | Minneapolis Lakers 92, Detroit Pistons 89   | Minneapolis |
| 15 de marzo | Detroit Pistons 117, Minneapolis Lakers 103 | Detroit     |
| 18 de marzo | Minneapolis Lakers 129, Detroit Pistons 102 | Minneapolis |
|             | Minneapolis gana las series 2-1             |             |

## Estadísticas
| Rk | Jugador          | Edad | P  | PT | MP   | TC  | TCI  | %TC  | 3P | 3PI | %3P | TL  | TLI | %TL  | RO | RD | RT   | AS  | RB | TAP | BP | FP  | PTS  |
| 1  | George Yardley   | 30   | 46 |    | 30.8 | 7.6 | 18.3 | .415 |    |     |     | 5.6 | 6.9 | .816 |    |    | 7.1  | 0.9 |    |     |    | 2.7 | 20.8 |
| 2  | Gene Shue        | 27   | 72 |    | 38.1 | 6.4 | 16.6 | .388 |    |     |     | 4.7 | 5.8 | .803 |    |    | 4.7  | 3.2 |    |     |    | 1.8 | 17.6 |
| 3  | Phil Jordon      | 25   | 72 |    | 28.6 | 5.5 | 13.4 | .413 |    |     |     | 3.2 | 4.2 | .762 |    |    | 8.3  | 1.2 |    |     |    | 2.7 | 14.3 |
| 4  | Walter Dukes     | 28   | 72 |    | 32.5 | 4.4 | 12.6 | .352 |    |     |     | 4.1 | 6.3 | .657 |    |    | 13.3 | 0.9 |    |     |    | 4.6 | 13.0 |
| 5  | Ed Conlin        | 25   | 15 |    | 23.6 | 4.5 | 11.7 | .389 |    |     |     | 2.7 | 4.2 | .651 |    |    | 6.1  | 1.1 |    |     |    | 2.1 | 11.8 |
| 6  | Dick McGuire     | 33   | 71 |    | 29.1 | 3.3 | 7.6  | .427 |    |     |     | 2.7 | 3.6 | .740 |    |    | 4.0  | 6.2 |    |     |    | 2.1 | 9.2  |
| 7  | Earl Lloyd       | 30   | 72 |    | 24.9 | 3.3 | 9.3  | .349 |    |     |     | 1.9 | 2.5 | .753 |    |    | 6.9  | 1.3 |    |     |    | 4.0 | 8.4  |
| 8  | Joe Holup        | 24   | 68 |    | 22.1 | 3.1 | 8.5  | .360 |    |     |     | 2.2 | 2.9 | .760 |    |    | 5.2  | 1.1 |    |     |    | 3.5 | 8.4  |
| 9  | Chuck Noble      | 27   | 65 |    | 14.4 | 2.9 | 8.6  | .338 |    |     |     | 1.3 | 1.7 | .735 |    |    | 1.8  | 1.8 |    |     |    | 1.9 | 7.1  |
| 10 | Dick Farley      | 26   | 70 |    | 18.3 | 2.5 | 6.4  | .395 |    |     |     | 2.0 | 2.7 | .737 |    |    | 2.8  | 1.8 |    |     |    | 1.9 | 7.0  |
| 11 | Shellie McMillon | 22   | 48 |    | 14.6 | 2.6 | 6.0  | .439 |    |     |     | 1.1 | 2.2 | .529 |    |    | 5.9  | 0.5 |    |     |    | 2.3 | 6.4  |
| 12 | Barney Cable     | 23   | 31 |    | 8.7  | 1.4 | 4.1  | .341 |    |     |     | 0.7 | 0.9 | .793 |    |    | 2.8  | 0.4 |    |     |    | 1.0 | 3.5  |